# Геологічна діяльність
Геологічна діяльність (рос.геологическая деятельность, англ. geologic activity, нім. geologische Tätigkeit f) — виробнича, наукова та інша діяльність, пов'язана з геологічним вивченням надр.
ГЕОЛОГІЧНЕ ВИВЧЕННЯ НАДР (рос.геологическое изучение недр, англ. geologic study of mineral resources, нім. geologische Untersuchung f des Erdinneren) — спеціальні роботи та дослідження, спрямовані на одержання інформації про надра з метою задоволення потреб суспільства.
Геологічна діяльність людини дуже різноманітна, а масштаби її прояви у багатьох районах дуже великі. Вони отримали назву техногенезу; іноді для неї використовують термін антропогенез (від грецького — народжений людиною). Оскільки масштаби сучасного техногенезу в надрах часто можна порівняти з природними процесами, їх останнім часом називають геологічною діяльністю людини. Результати її можна спостерігати практично у всіх обжитих регіонах, в тому числі у всіх промислових і сільськогосподарських районах України. Під геологічною діяльністю людини розуміють ті результати виробленого нею перетворення природи і геологічного середовища, будівництва, розробки корисних копалин, створення водойм і інші заходи, які в тій чи іншій мірі порушують збереження надр, режим її підземних вод, змінюють рельєф, прискорюють або уповільнюють природні процеси.